# Institut Karolinska
L'Institut Karolinska (Karolinska Institutet  en suec) és una universitat d'Estocolm (Suècia). És la institució universitària d'educació superior en medicina més gran del món. Un comitè d'aquest institut és l'encarregat de la designació del Premi Nobel de Fisiologia o Medicina. L'Hospital Karolinska està associat a l'Institut, com a hospital docent. L'institut és membre de la Lliga Europea d'Investigació Universitària.